# كريستوفر أديسون
كان كريستوفر أديسون، الفيكونت أديسون الأول، فارس الرباط، عضو المجلس الخاص للمملكة المتحدة، زميل الكلية الملكية للجراحين (19 يونيو 1869 - 11 ديسمبر 1951) طبيبًا وسياسيًا بريطانيًا بارزًا، وعضوًا في حزب العمال والحزب الليبرالي. شغل منصب وزير الذخائر خلال الحرب العالمية الأولى وصار لاحقًا وزير الصحة في عهد ديفيد لويد جورج وقائد مجلس اللوردات بقيادة كليمنت أتلي.
كان تشريحيًا بارزًا وربما كان الطبيب الأكثر شهرة في مجلس العموم. وكان رائدًا في قضايا الصحة، والذخيرة في زمن الحرب، والإسكان والزراعة. ورغم أن عمله ليس جليًا، فقد لعب دورًا رئيسًا في الحكومات البريطانية بعد الحرب العالمية الأولى والثانية. أسهم أديسون في تعزيز نظام التأمين الوطني في عام 1911. وجعله لويد جورج أول وزير للصحة عندما أُنشئت الوزارة في عام 1919، وأشرف أديسون على توسع الإسكان الحكومي بعد الحرب العظمى مع زيادة التمويل العام لمخططات الإسكان المحلية بموجب قانون الإسكان وتخطيط المدن وما إلى ذلك عام 1919. وانضم لاحقًا إلى حزب العمال.

## العمل السياسي

### 1907-1914
بسبب اهتمامه بعلاج الفقراء، ولأنه لاحظ أن آثار الفقر على الصحة يمكن مكافحتها من قبل الحكومات لا الأطباء، دخل أديسون عالم السياسة. أصبح مرشحًا ليبراليًا عن دائرة هوكستون، شورديتش، في عام 1907، ونجح في الانتخابات العامة في يناير 1910.
لاحظ مستشار الخزانة، ديفيد لويد جورج، الخلفية الطبية لأديسون وطلب منه دعم مشروع قانون التأمين الوطني عام 1911، في البرلمان وفي الجمعية الطبية البريطانية. في أغسطس 1914، عُين أمينًا برلمانيًا لمجلس التعليم، تحت إشراف جاك بيز. تركز عمله هنا في تحسين صحة الأطفال ورفاههم، لكنه توقف سريعًا بعد اندلاع الحرب العالمية الأولى.

### الحرب العالمية
أصبح أديسون أمينًا برلمانيًا لوزارة الذخائر في مايو 1915.
قدم أديسون درجة من التدخل في السوق الحرة سُميت «الاشتراكية الحربية» لتسريع إنتاج الذخائر. وُضعت المشاريع الخاصة في القطاعات الأساسية تحت سيطرة الحكومة التي أنشأت مصانعها الخاصة، ووُجهت عناية كبيرة لتحسين أحوال العاملين في صناعة الذخائر من الرجال والنساء. إذ كانت خطوط إمداد الذخيرة تملي وتيرة الحرب، خاصة في السنة الأولى من القتال، لذا فإن الاستقرار في هذه الصناعة وإنتاجيتها مهمان للغاية. دعمت الحكومة المجمعات السكنية، مثل فيكرس تاون في جزيرة والني (الآن في كمبريا)، المزودة بالمرافق الدينية والاجتماعية والترفيهية المتكاملة، لتمكين مجموعات عمال الذخائر وأسرهم من الانتقال إلى جوار مصانع الأسلحة الموسعة. أدخل رايموند أونوين، وهو موظف مدني مؤثر آنذاك، بعضًا من جوانب المدن الحدائقية من الأنماط الفيكتورية/اليوتوبية/الفابية ومبادئ من حركة المنازل الرخيصة التي أطلقت في عام 1905.
إذا ما نظرنا إلى الوراء، يعد ذلك المخطط الإعماري نموذجًا أوليًا للإسكان البلدي في الفترة بعد الحرب وبداية دخول تخطيط المدن في شؤون الدولة. ربما ندم المثاليون على تصميم المناظر الطبيعية وتنسيقها خلال بناء هذه المناطق إذ كان السعي إلى البناء السريع للأغراض الدفاعية أولوية قصوى آنذاك. يمكن أيضًا النظر إلى تحسين مساحات المطابخ والحمامات والحدائق في منازل أفراد الطبقة العاملة على أنه استجابة لنظرة أكثر مساواة للنساء بصفتهن عاملات ماهرات، وقوة سياسية.
كانت وزارة الذخائر وزارة جديدة، أنشأها وأدارها ديفيد لويد جورج لتحسين الذخيرة وإنتاجها السريع. تحسنت ظروف العمل في الصناعة الحكومية الجديدة، ووضع أديسون وطبق برامج زادت من كفاءة الإنتاج على نحو كبير. أصبح أديسون مستشارًا خاصًا للملك ورُقي إلى منصب وزير الذخائر عندما أصبح لويد جورج وزير الحرب في يوليو 1916. دعم أديسون لويد جورج ضد رئيس الوزراء إتش إتش أسكويث في نهاية عام 1916 وبقي في الحكومة الائتلافية الجديدة.

### التخطيط لما بعد الحرب
في يوليو 1917، أصبح وزيرًا بلا حقيبة مسؤولًا عن تحليل المشكلات التي ستواجهها بريطانيا بعد الحرب وإعداد خطط لإعادة الإعمار. وعمل مع آرثر غرينوود لتطوير برامج إصلاحات اجتماعية شاملة. ولعل أعظم إنجازات أديسون إنشاء نظام للتكلفة وفر بحلول نهاية الحرب نحو 440 مليون جنيه إسترليني.
ألغيت دائرة أديسون الانتخابية في هوكستون في انتخابات 1918 العامة، وجرى انتخابه عن دائرة شورديتش الجديدة.
على الرغم من ازدياد تأثر لويد جورج بأعضاء حزب المحافظين في حكومته الائتلافية، فإن خطط أديسون شكلت أساسًا للكثير من التشريعات بعد الحرب. أصبح أديسون رئيس مجلس الحكومة المحلية في يناير 1919، بهدف تحويله إلى وزارة الصحة. وأصبح أول وزير للصحة في يونيو بعد إقرار قانون وزارة الصحة عام 1919. كان مسؤولًا عن الكثير من التحسينات في الصحة العامة والتشريعات الاجتماعية. وركز على توسيع خدمات الصحة والمستشفيات: زيادة تقديم العلاج للأمراض المعدية مثل الأمراض التناسلية والسل، وزيادة توفير خدمات الصحة الإنجابية وصحة الطفل والرعاية المنزلية. نجح أيضًا في إدخال قانون تسجيل التمريض عام 1919، وأنشأ أول سجل للتمريض تحت رعاية المجلس العام للتمريض. وقدم أول قانون للإسكان وتخطيط المدن، بنت من خلاله الدولة منازل منخفضة الإيجار للطبقة العاملة. راجع أديسون أحكام نظام التأمين الوطني وزادها، وقدم برامج لتحسين الرعاية الصحية والتدريب. لكنه سبّب زيادات كبيرة في الإنفاق العام ما أثار غضب المحافظين في الحكومة. نُقل من وزارة الصحة في أبريل 1921، ليصبح وزيرًا بلا حقيبة. استقال أديسون في يوليو 1921 عندما قررت لجنة حكومية إيقاف مخطط الإسكان تمامًا؛ وأصبح بعد ذلك ناقدًا قويًا للحكومة.

### 1922-1937
خسر أديسون مقعده في الانتخابات العامة عام 1922. ابتعد أديسون عن فصيلي الحزب الليبرالي المتنازعين منذ نهاية الحرب. وقربه إيمانه بالإصلاح الاجتماعي والسياسات التقدمية إلى اشتراكية حزب العمال، فنفّذ حملات لصالح مرشحين من حزب العمال في الانتخابات العامة في 1923.
عاد خلال هذه الفترة إلى مزرعة عائلته ونشر عددًا من الكتب، منها كتاب «خيانة الأحياء الفقيرة» عن العلاقة بين السكن السيئ والصحة السيئة، و«الاشتراكية العملية». ترشح عن حزب العمال في دائرة هامرسميث الجنوبية في الانتخابات العامة عام 1924 وفشل، ثم فاز عن دائرة سويندون في ويلتشير، في الانتخابات العامة عام 1929. عين رامزي ماكدونالد أديسون أمينًا برلمانيًا لوزارة الزراعة في عام 1929. وخدم تحت إدارة نويل بوكستون، وخلفه وزيرًا للزراعة في يونيو 1930. عمل مع كليمنت أتلي، الزعيم المستقبلي لحزب العمال وأقام معه علاقة وثيقة، وكان عضوًا نشطًا في الجمعية الطبية الاشتراكية.
في مواجهة الأزمة الاقتصادية عام 1931، اقترح وزير الخزانة فيليب سنودين تخفيضات كبيرة في الإنفاق العام، وخاصة على إعانات البطالة. صوّت أديسون ضد هذه التخفيضات في الحكومة وانتقل إلى المعارضة عندما شكل ماكدونالد حكومة وطنية مع المحافظين والليبراليين. خسر أديسون مقعده في الانتخابات العامة عام 1931. وفي عام 1934 استعاد مقعده عن سويندون في انتخابات فرعية، لكنه خسره مرة أخرى في الانتخابات العامة عام 1935. ساعد أديسون خلال الحرب الأهلية الإسبانية في تنظيم المساعدات الطبية لإسبانيا، بصفته رئيس لجنة المساعدة الطبية الإسبانية.